# 巴尔谢日
巴尔谢日（法語：Balsièges，法語發音：[balsjɛʒ]），法国南部市镇，位于奥克西塔尼大区洛泽尔省，隶属于芒德区，其市镇面积为32.88平方公里，2022年1月1日时人口数量为587人，在法国城市中排名第15,349位。
巴尔谢日位于洛泽尔省中部，洛特河左岸，省会芒德市区西南部，是一个区域性的公路枢纽，法国国道N88线和N106线在此交汇。

## 地名来源
“巴尔谢日”一名的来源及含义尚有待考证。

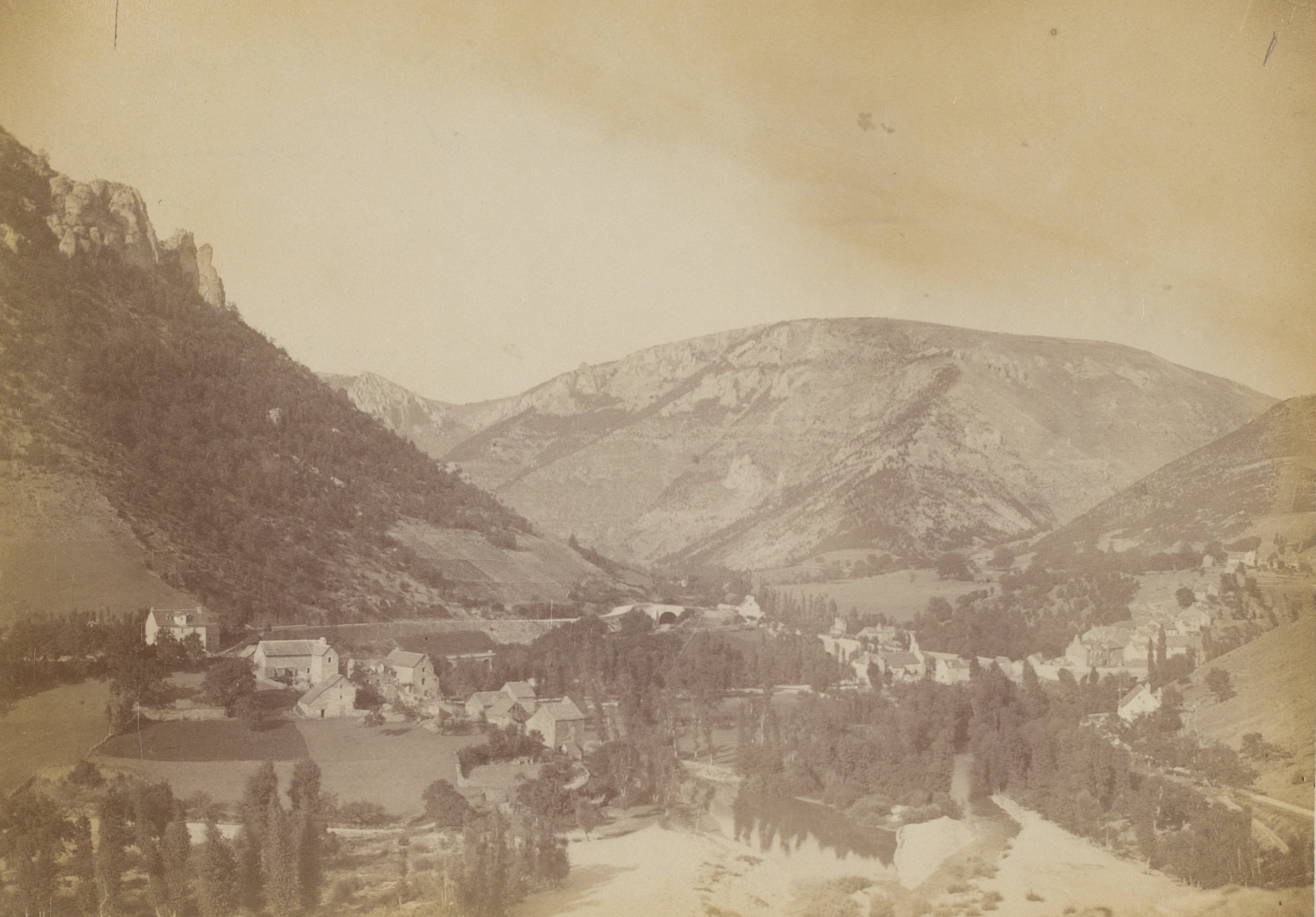
1889年的巴尔谢日

巴尔谢日所在区域历史上曾通行奥克语，“Balsièges”的奥克语维基百科中对应的拼写为“Balsièja”。

## 历史
巴尔谢日境内发现有尚日费日巨石阵，现已被列入法国国家文物保护单位。巴尔谢日的有记录的历史始于13世纪，彼时，芒德主教在此修建Saint-Tchaouzou教堂，其附近被设为一个堂区，逐渐形成村落。法国大革命后，巴尔谢日成为洛泽尔省的一个市镇。工业革命期间，横穿法国中央高原东南部的国道N88线建成通车，与连接地中海的N106线在巴尔谢日交汇，巴尔谢日成为区域性的公路枢纽。1866年，巴尔谢日境内曾发生山洪，造成其境内南部的卢森堡村被冲毁。

## 地理

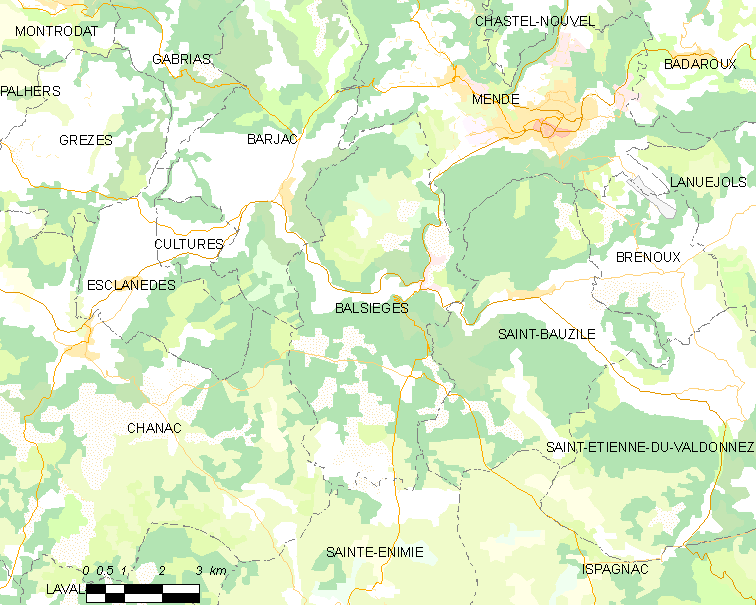
巴尔谢日市镇范围地图

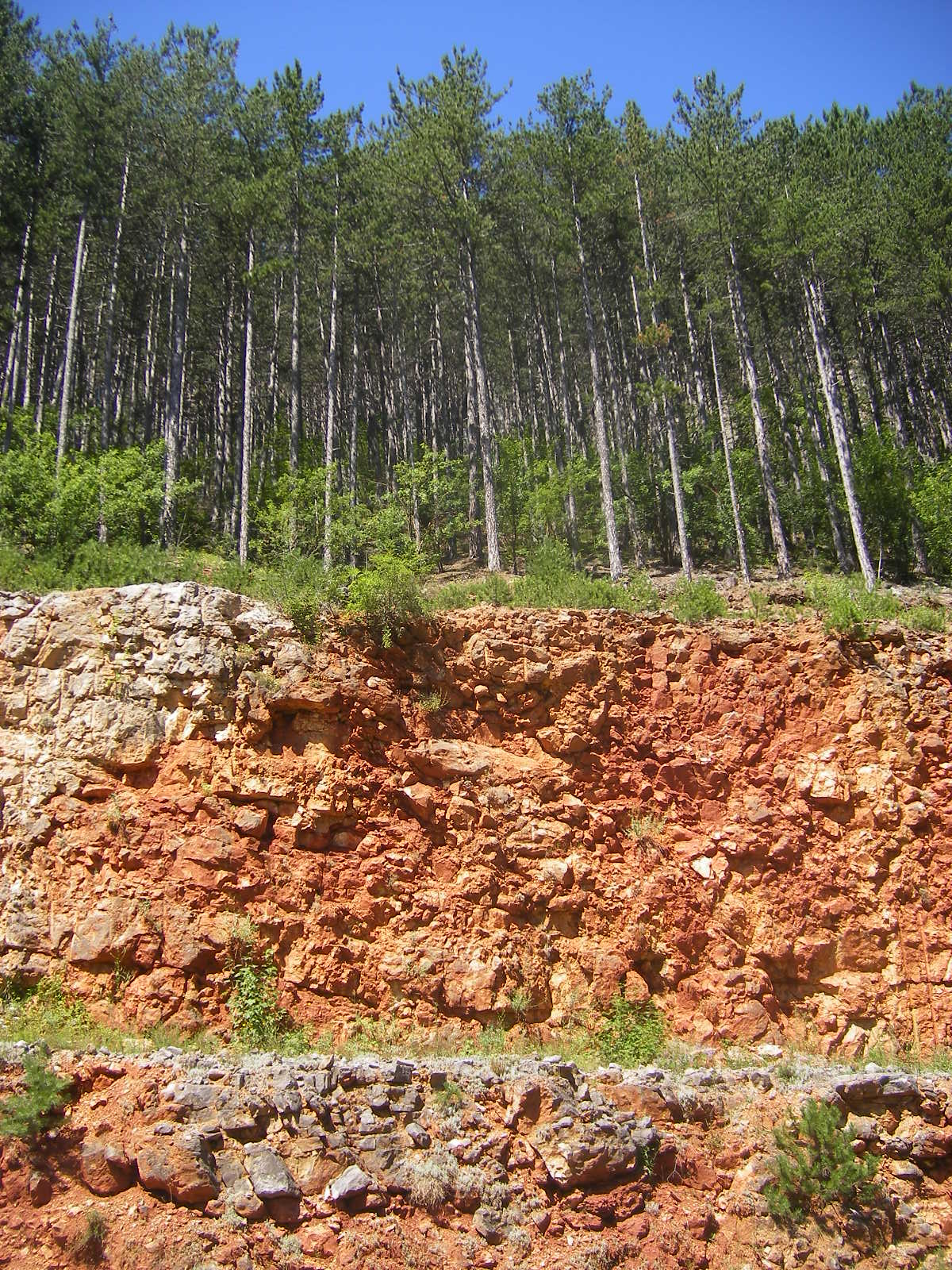
巴尔谢日境内的林地及裸露土壤

巴尔谢日位于法国南部，奥克西塔尼大区东部和洛泽尔省中部，距离省会芒德大约7公里。与巴尔谢日接壤的市镇包括：芒德、巴尔雅克、沙纳克、圣博济勒和戈尔日迪塔恩科斯。

### 地形
巴尔谢日位于法国中央高原腹地，境内以山地为主，市镇中心地势较为平坦，全境海拔在652到1,093米之间。

### 水文
洛特河自东向西流经境内，其左岸支流布拉蒙河在此与其交汇，属于加龙河流域。

### 植被
巴尔谢日境内森林茂密，人类建筑面积仅占1%，属于温带阔叶混交林区，因海拔较高，当地亦有针叶林分布。
在鲜花城市的评比中，巴尔谢日暂未被评级。

### 气候
巴尔谢日在柯本气候分类法中属于山地气候。

## 行政区划
巴尔谢日是法国奥克西塔尼大区洛泽尔省的一个市镇，编号为48016。巴尔谢日隶属于芒德区、洛泽尔省选区和科拉涅堡县，同时也是洛泽尔之心市镇公共社区的组成部分。
法国国家统计与经济研究所（简称）在进行数据统计时，将包括巴尔谢日在内的周边共15个市镇划为芒德城市区。自2020年起，巴尔谢日城市区被包含31个市镇的芒德城市辐射区代替。此外，还将巴尔谢日市镇整体看作一个“块区”（IRIS）。

## 交通

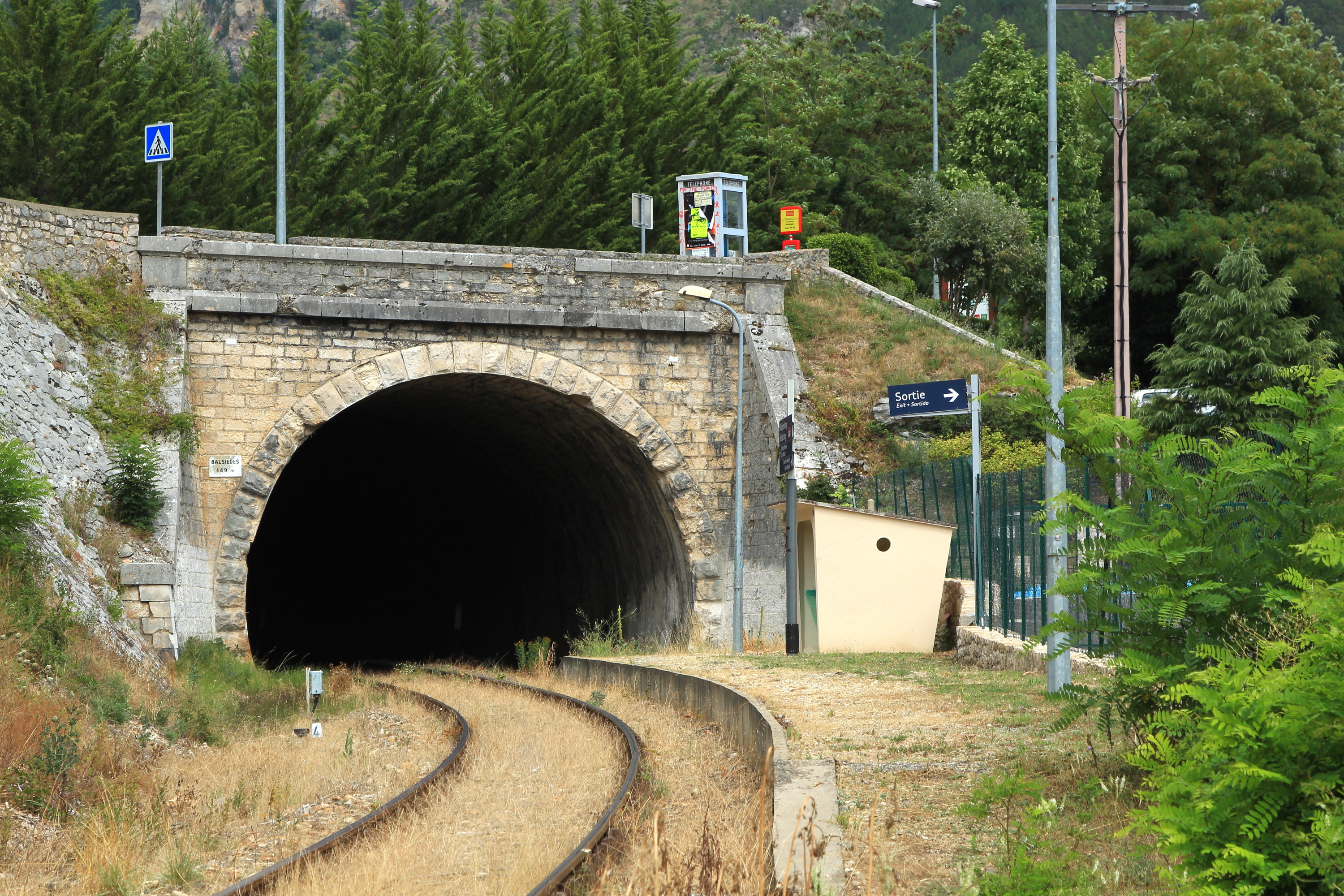
巴尔谢日堡铁路乘降所

### 公路
法国国道N88线和N106线在巴尔谢日交汇，另有洛泽尔省省道D31线、D131线、D231线和D986线经过巴尔谢日境内。奥克西塔尼大区城际客运提供途径巴尔谢日的多条城际巴士线路，在巴尔谢日上下车的乘客需提前预约。
| 39.1 | 24 |

| 芒德 | 7 |

| 马尔沃若勒 | 20 |

| 科拉涅河畔堡 | 28 |

2017年，68%的巴尔谢日家庭拥有至少一辆私人汽车。2019年，巴尔谢日境内共发生各类交通事故1起，造成1人受伤。

### 铁路
巴尔谢日位于勒莫纳斯捷－拉巴斯蒂德铁路上。巴尔谢日堡站位于市区北部，是一个无人看守的铁路乘降所，每天停靠一至两班往返于马尔沃若勒和芒德之间的区域列车。

### 航空
距离巴尔谢日最近的民用航空站为罗德兹机场，距离巴尔谢日市中心的公路里程约109公里。

### 城市公共交通
截至2021年7月，巴尔谢日暂无城市公共交通。

## 政治
巴尔谢日的现任市长为菲利普·马丁先生（Philippe MARTIN），他是一名无党派人士的一名成员，在2020年的市政选举中获得了95.56%的支持率。
在2022年的法国总统大选中，法国极右翼政党国民阵线主席玛丽娜·勒庞在巴尔谢日获得了53.26%的支持率。

## 人口
2019年，巴尔谢日市镇人口数量为558，在法国排名第15,349位。其中男性288人，女性270人，75岁及以上人口占5.6%，外籍人口数量为14人，人口密度为17人/平方公里，当地居民被称为（男性）或（女性）。2020年，巴尔谢日境内出生3人，死亡人口1人。
| 巴尔谢日1901年－2020年人口变化情况 |
|                                    |
| 数据来源：Cassini、INSEE           |

## 经济
截止2023年3月，巴尔谢日市镇范围内共有各类用人单位（包含自雇）76家。

## 财政收入
2019年，巴尔谢日的财政收入总额为388,020欧元，财政支出总额为462,810欧元，当年的债务总额为358,740欧元。2020年，巴尔谢日共获得103,689欧元的国家财政补助，比上一年减少了0.01%。
2020年，巴尔谢日的家庭平均月收入总额为2,501欧元，高于法国平均水平（2,303欧元）。
2017年，巴尔谢日境内的青壮年（15至64岁）失业率为5.4%，当地58.9%的家庭拥有纳税资格，平均纳税2,240欧元，低于法国平均水平（3,888欧元）。

## 社会事务

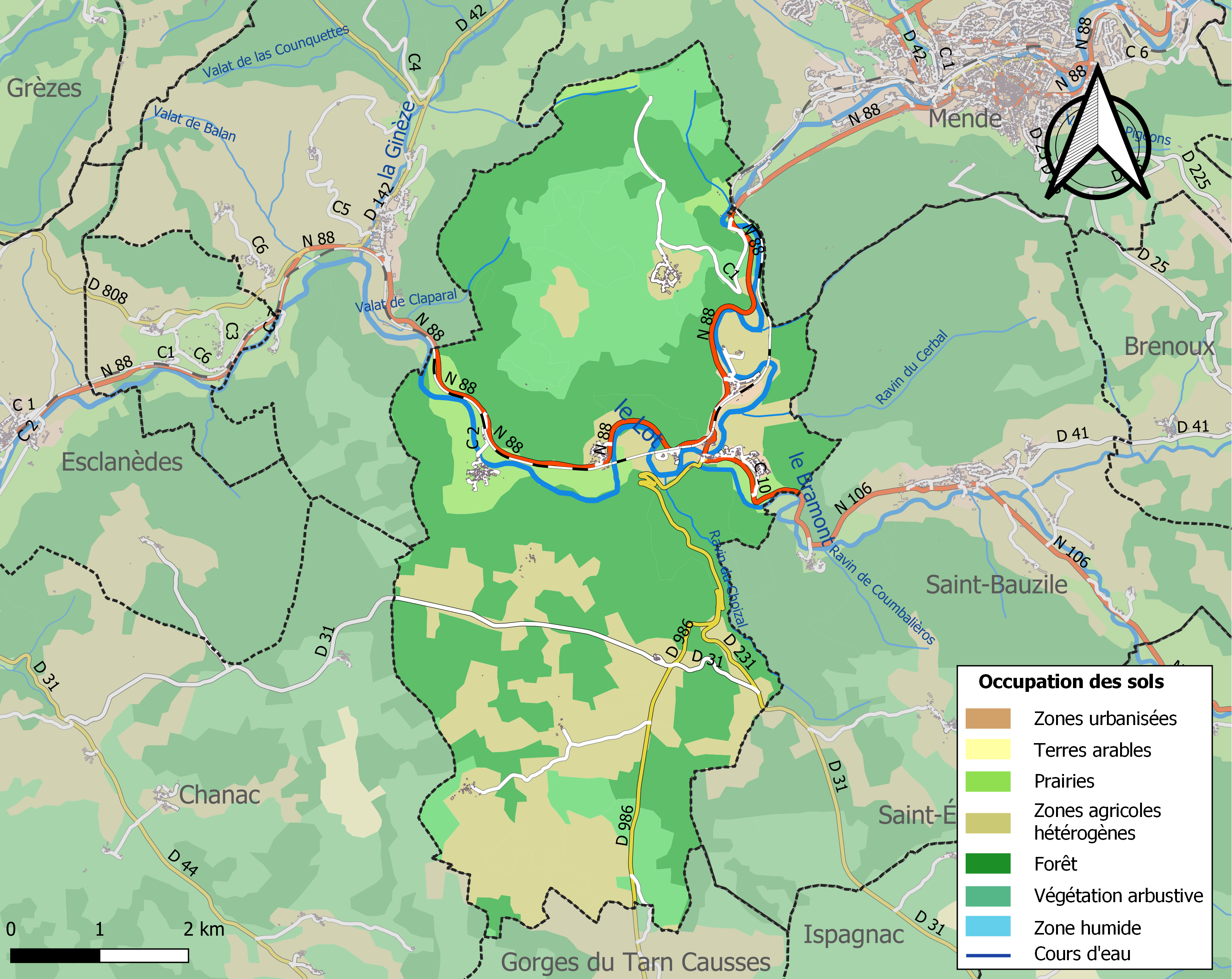
巴尔谢日土地利用情况地图

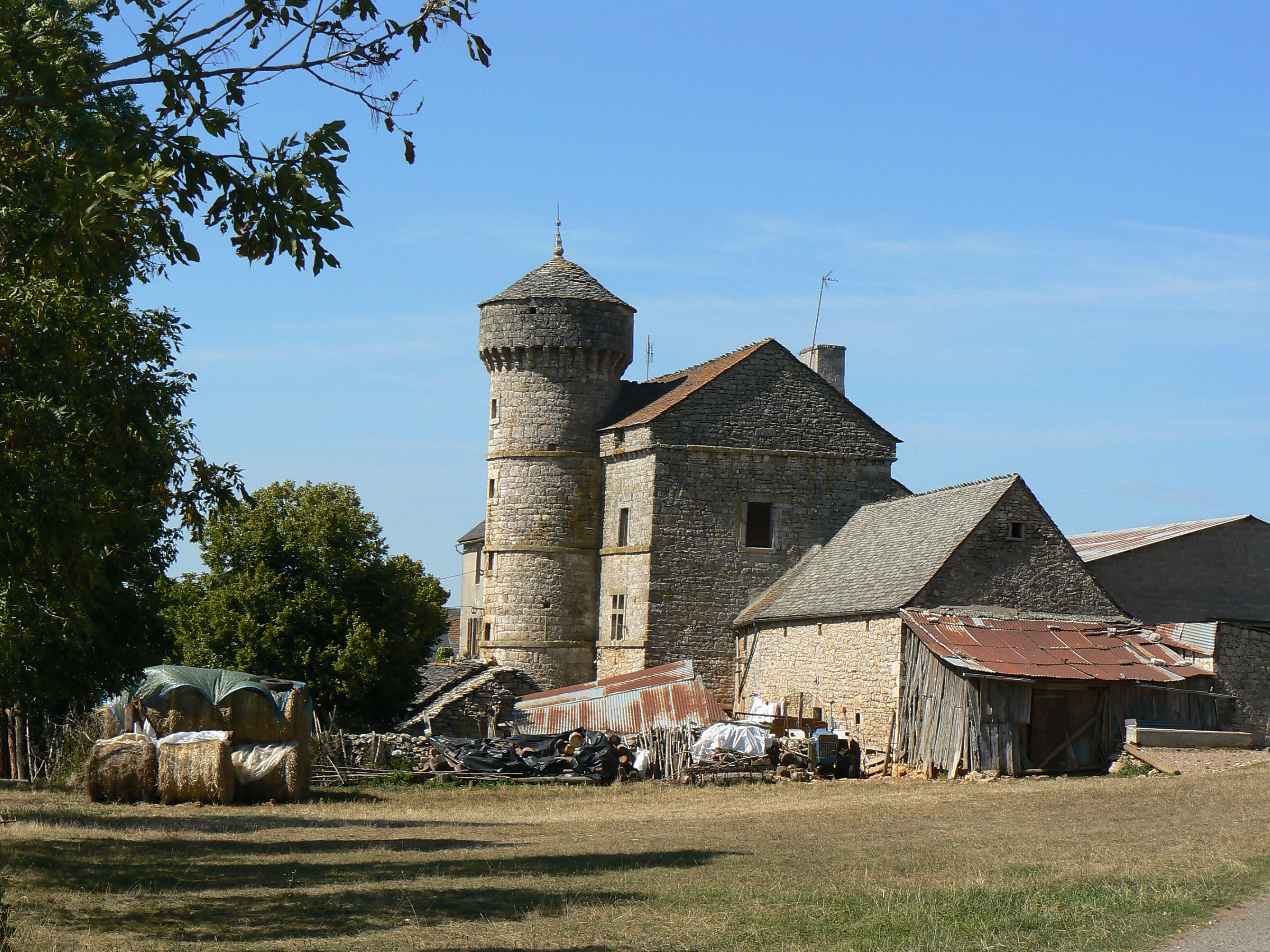
巴尔谢日境内的一处农场

### 教育
巴尔谢日属于蒙彼利埃学区。截止2019年1月1日，巴尔谢日境内有1所小学。

### 医疗
截止2019年1月1日，巴尔谢日境内暂无任何医务人员及医疗机构。距离巴尔谢日最近的中心医院为“洛泽尔省中心医院”（Centre Hospitalier de Lozère），后者是法国的一个区域性医疗机构，其主病区位于芒德市区，设有床位125个，是当地规模最大的公立综合性医院。

### 住房
2017年，巴尔谢日境内共有各类住房341套，其中69.2%为独立式居民区，17.3%为集中式居民区。常住房屋占巴尔谢日市镇范围内居民建筑总量的91.5%。
在住房保障政策方面，2017年，巴尔谢日境内共有17户家庭获得了住房经济补助，受益人数占总人口数量的3.1%，其中14份为房租补助。

### 商业
2019年，巴尔谢日境内共有各类实体商铺2家。距离巴尔谢日最近的商业中心位于芒德市区。

### 体育
2019年，巴尔谢日境内共有1处篮球或排球场。截至2021年8月，巴尔谢日境内暂无任何注册足球俱乐部。

### 环境
巴尔谢日的环境事务由其所属的公共社区负责。2019年，巴尔谢日境内暂无污染企业。

### 治安
2014年，巴尔谢日及附近地区共发生各类案件1,105起，其中盗窃类案件565起，经济类案件128起，毒品交易类案件144起。

## 文化

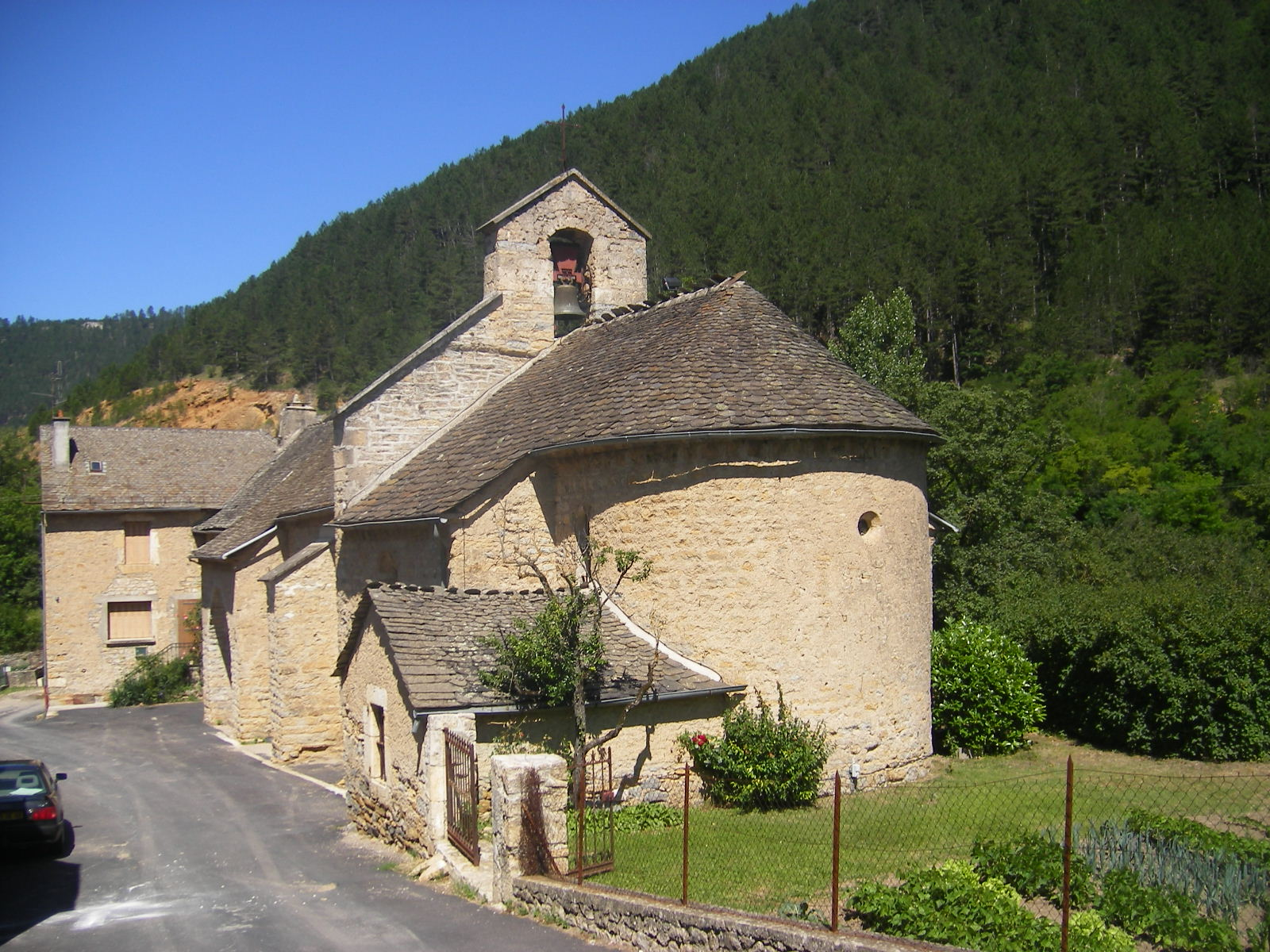
圣马丁教堂

2019年，巴尔谢日境内暂无任何文化设施。

### 建筑
巴尔谢日境内有多处历史建筑，其中尚日费日巨石阵为法国国家文物保护单位，圣马丁教堂（église Saint-Martin）为当地的代表性建筑物。

### 旅游
巴尔谢日的旅游事务由其所属的公共社区负责。2020年，巴尔谢日境内共有1家酒店共计22间房间；另有1个露营地，可容纳共50辆露营车。

### 媒体
法国主要的媒体均可在巴尔谢日接收，法国电视三台下属的奥克西塔尼大区频道在部分时段播出巴尔谢日所在洛泽尔省的地方新闻。《自由南方》、《新洛泽尔周报》、蓝色法兰西加尔-洛泽尔广播、若达娜广播等是当地主要的地方性媒体。

## 友好城市
截至2023年3月，巴尔谢日暂未建立任何友好城市关系。